# Back at the Chicken Shack
Az 1960-as Back at the Chicken Shack Jimmy Smith nagylemeze. Szerepel az 1001 lemez, amit hallanod kell, mielőtt meghalsz című könyvben.

## Az album dalai
|    | Cím                             | Szerző(k)                             | Hossz |
| -- | ------------------------------- | ------------------------------------- | ----- |
| 1. | Back at the Chicken Shack       | Jimmy Smith                           | 8:01  |
| 2. | When I Grow Too Old to Dream    | Oscar Hammerstein II, Sigmund Romberg | 9:54  |
| 3. | Minor Chant                     | Stanley Turrentine                    | 7:30  |
| 4. | Messy Bessie                    | Smith                                 | 12:25 |
| 5. | On the Sunny Side of the Street | Dorothy Fields, Jimmy McHugh          | 5:45  |

Az On the Sunny Side of the Street csak a CD-n hallható, nem része az eredeti kiadásnak.

## Közreműködők
- Jimmy Smith – orgona
- Kenny Burrell – gitár
- Stanley Turrentine – tenorszaxofon
- Donald Bailey – dob